# Luciano (álbum)
Luciano é o primeiro álbum da carreira solo do cantor Luciano Nassyn após a saída do grupo Trem da Alegria. O cantor lançou o disco 3 anos após a saída do grupo pelo selo RCA/BMG, mas apesar da baixa divulgação o álbum não fez muito sucesso, fazendo com que o cantor seguisse outras caminhos, até lançar seu segundo disco novamente em 2008 titulado como Um Algo Além. O single do álbum foi a canção Não Devo Mais Ficar, uma adaptação da canção original Have You Ever Seen the Rain? do grupo californiano Creedence Clearwater Revival.

## Faixas
1. Deixe Acontecer
2. Ponto De Partida
3. Tudo Pra Ser Feliz
4. Só Eu E Você
5. Um Sonho
6. Tocando Guitarra
7. Tudo Ou Nada
8. A Nave
9. Viver Pra Valer
10. Hey Mama
11. Não Devo Mais Ficar
12. Jogo Certo